# Malika Madi
Malika Madi, född 18 november 1967 är en belgisk författare med algeriskt ursprung.
Madi gav 2005 ut sin första roman, Nuit d'encre pour Farah, för vilken hon fick diverse priser. 2008 publicerade hon en bok om problemen med rasism och fördomar tillsammans med Hassan Bousetta. Hon arbetar mycket med ungdomar för att främja skrivande.